# Робер-Франсуа Дам'єн
Робе́р-Франсуа́ Дам'є́н (Robert François Damiens); (9 січня 1715, Ла-Тьєлуа біля Аррасу — 28 березня 1757, Париж) — француз, відомий тим, що скоїв невдалий замах на короля Франції Людовика XV. Останній вбивця короля в історії Франції, який був страчений шляхом чвертування.

## Біографія
Дам'єн народився 9 січня 1715 року у бідній селянській родині. Майже все своє життя працював слугою у різних вельмож, в Аррасі, а також у Парижі. Довгий час працював слугою в єзуїтів, а також у декількох членів парламенту Парижу. Саме тут за зізнанням Дам'єна він часто чув гостру критику на адресу короля і можливо під впливом того, що почув від противників королівської влади вирішив вбити короля. Сучасники підозрювали що Дам'єн страждав на певні психічні розлади, раніше він декілька разів намагався накласти на себе руки.

## Замах на короля
Ввечері 5 січня 1757 року Дам'єн пробрався до Версальського замку і коли король Людовик XV спускався по сходах до карети вдарив його ножем у бік. Ніж лише пробив шкіру і майже не завдав королю ніякої шкоди, оскільки лезо ножа було маленьким і король був вдягнутий по зимньому у грубе пальто. Попри це, спроба замаху на короля спричинила паніку: Людовик підозрював що лезо було змащене отрутою, а царедворці почали шукати лікаря і священика для сповіді ніби вмираючого короля. Дам'єна схопили зразу на місці злочину, він навіть не зробив спроби втекти. Після огляду лікаря, було підтверджено, що удар не пошкодив жодних органів і що загрози життю короля не було.

## Слідство і страта

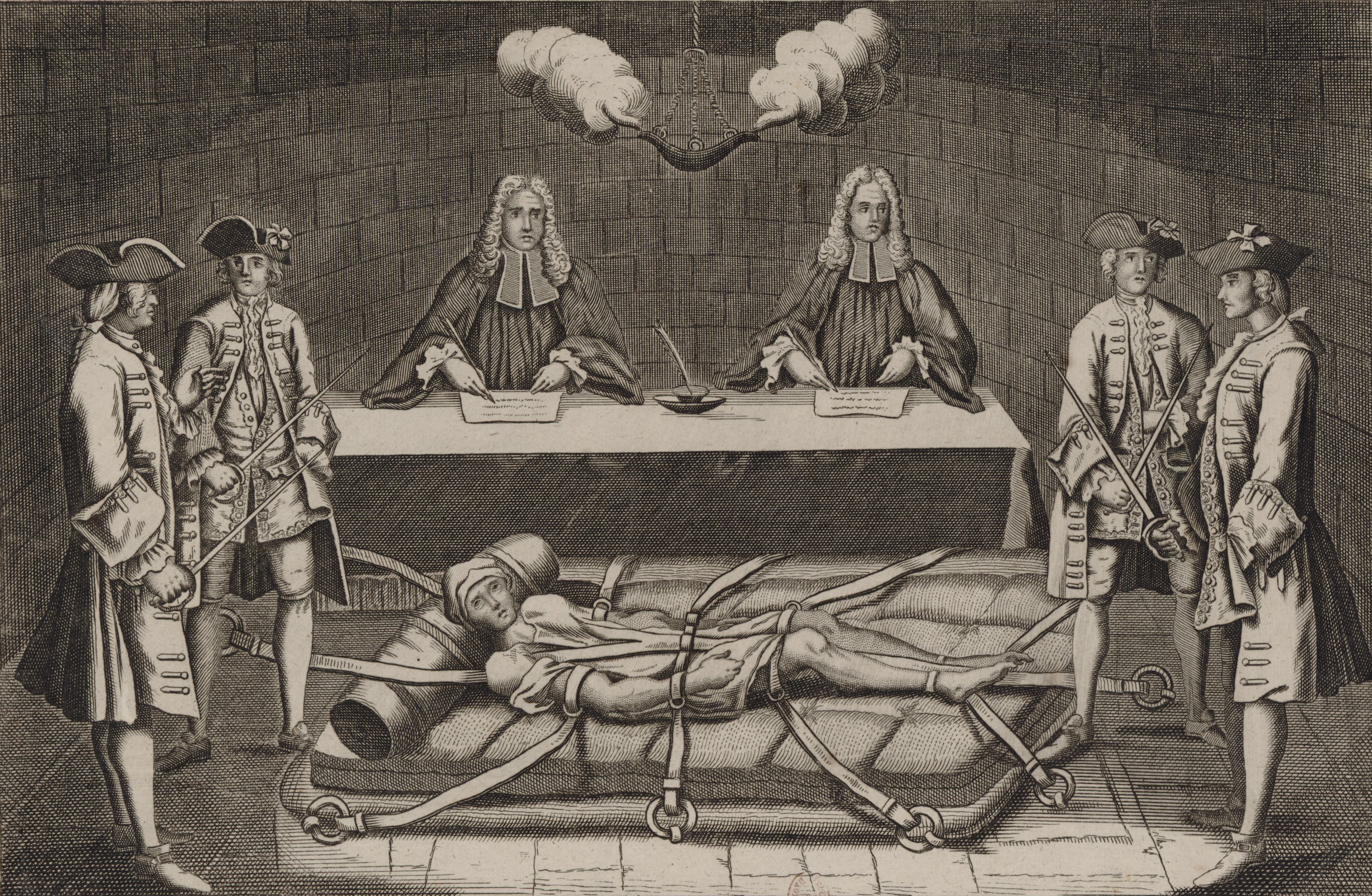
Тортури Дам'єна під час слідства.

Дам'єна помістили у тюрму Консьєржері, де два місяці тривало слідство, під час якого його піддавали жахливим тортурам. Після двох місяців тортур Дам'єна майже неможливо було впізнати, однак він не вказав на жодних спільників і навіть не зміг докладно пояснити причину замаху на короля. Хоча король вибачив невдачливого вбивцю, справу передали на суд муніципалітету Парижу. Судове засідання тривало два дні і Дам'єна засудили до смертної кари через четвертування, яким як правило карали вбивць королів. Його сім'ю примусили змінити прізвище і вигнали із Франції, будинок де він жив знесли. Іншим родичам Дам'єна заборонялося використовувати це прізвище.
Страта Дам'єна відбулася 28 травня на Гревській площі і тривала декілька годин. Жахливі тортури яким протягом годин піддавали Дам'єна шокувала навіть його сучасників. На його очах спочатку спалили руку, якою він вдарив короля, потім тіло пекли розплавленим свинцем, олією і сіркою. Насамкінець четверо коней ще живого Дам'єна розірвали на частини. Залишки тіла спалили і розвіяли по вітру.

## Значення
Історія страти Дам'єна посіла в історії значиме місце не тільки завдяки надзвичайній жорстокості останнього четвертування царевбивці в історії Франції, але й через помилковий зв'язок нащадків Дам'єна з Максиміліаном Робесп'єром, родина якого теж походила з Аррасу. Під час Французької революції, противники Робесп'єра поширювали чутки, що брати Дам'єна Робер і П'єр після вимоги змінити прізвище ніби назвалися комбінацією своїх імен — Робесп'єр і були споріднені з Максиміліаном Робесп'єром. Цим противники революціонера пояснювали ніби спадкову ненависть Робесп'єра до монархії. Насправді ці чутки не мали нічого спільного зі справжньою історією Максиміліана Робесп'єра.